# Tiếng Tày Sa Pa
Tiếng Tày Sa Pa là một ngôn ngữ thuộc ngữ chi Thái, ngữ hệ Thái-Ka Đai được sử dụng ở Sa Pa, tỉnh Lào Cai, Việt Nam. Theo Pittayaporn (2009) và Glottolog, nó là họ hàng gần nhất của nhóm ngôn ngữ Thái Tây Nam, nhưng không có chung đặc điểm âm vị học đổi mới đặc trưng của nhóm đó. Có khoảng 300 người nói ngôn ngữ này. Ở Việt Nam, người nói tiếng Tày Sa Pa được coi là người Tày (hầu hết nói tiếng Thái Trung chứ không phải tiếng Thái Tây Nam). Theo Jerold Edmondson, âm vị, thanh điệu và từ vựng của Tày Sa Pa tương tự như tiếng Thái Lan chuẩn.
Có một ngôn ngữ thuộc nhóm Tai Tây Nam tương tự tên là tiếng Pa Dí [pa31 zi31] nói ở Mường Khương, tỉnh Lào Cai, Việt Nam.